# Encyrtus sobrinus
Encyrtus sobrinus är en stekelart som beskrevs av Masi 1919. Encyrtus sobrinus ingår i släktet Encyrtus och familjen sköldlussteklar.
Artens utbredningsområde är Italien. Inga underarter finns listade i Catalogue of Life.